# Донское (Жаркаинский район)
Донское (каз. Донское) — село в Жаркаинском районе Акмолинской области Казахстана. Входит в состав Костычевского сельского округа. Код КАТО — 115451200.

## География
Село расположено в 30 км на северо-запад от центра района города Державинск, в 3 км на север от центра сельского округа села Костычево.

### Улицы[2]
- переулок Торговый,
- ул. 50 лет октября,
- ул. Комсомольская,
- ул. Мира,
- ул. Молодежная,
- ул. Московская,
- ул. Набережная,
- ул. Новая,
- ул. Новостроечная,
- ул. Хлебная,
- ул. Целинная.

### Ближайшие населённые пункты
- село Костычево в 3 км на юге,
- село Кенское в 21 км на востоке,
- село Гастелло в 25 км на юго-востоке.
- село Пятигорское в 30 км на северо-востоке.

## Население
В 1989 году население села составляло 869 человек (из них русских 45%).
В 1999 году население села составляло 408 человек (193 мужчины и 215 женщин). По данным переписи 2009 года, в селе проживало 237 человек (115 мужчин и 122 женщины).
| Численность населения | Численность населения | Численность населения |
| 1989                  | 1999                  | 2009                  |
| --------------------- | --------------------- | --------------------- |
| 869                   | ↘408                  | ↘237                  |